# Wallenia ilicifolia
Wallenia ilicifolia är en viveväxtart som beskrevs av Ignatz Urban och Ekman. Wallenia ilicifolia ingår i släktet Wallenia och familjen viveväxter. Inga underarter finns listade i Catalogue of Life.